# تاكيتورا
تاكيتورا (武虎) هو ممثل ياباني ولد في 31 يناير 1974 في محافظة هيوغو.

## أدواره في الأنمي

### مسلسلات أنمي تلفزيونية
- بليتش - ناكيم غزيندينا، رونوغانغا، هوزوكيمارو
- ترانسفورمرز سايبرترون - مادفلاب، ساوندويف
- بلاك كات - آش
- خادم الصفر - ستيكس
- خادم الصفر: رقصة الأميرات - فنرير، يورمنغانت
- يوغي 5D's - رومان
- غوين ساغا - فلون
- خيميائي الفولاذ FULLMETAL ALCHEMIST - اللواء هاكورو
- دي دي قبضة نجم الشمال - راو
- مغامرة جوجو الغريبة - داير، بلانت
- فالفريف الثوري - جيفري أندرسون
- مارفل ديسك وورز: المنتقمون - البارون زيمو
- البدلة المتنقلة جاندام إيج - داز رودين
- البدلة المتنقلة جاندام: أيتام الدم الحديدي - بروك كابايان
- غيت: قوات الدفاع الذاتي تقاتل في أرض غريبة - ناوكي كامو
- صراع الطبخ - أوساجي كيتا
- شيروباكو - ماساهيرو أوكورا
- هل من الخطأ أن أسعى وراء الفتيات في متاهة؟ - كانو بيلوي
- وورلد تريغر - هيرو كيتازوي

## أدواره في ألعاب الفيديو
- سلسلة ألعاب ستريت فايتر
  - ستريت فايتر IV - أكوما
  - سوبر ستريت فايتر IV - أكوما
  - سوبر ستريت فايتر IV آركيد إديشن - أكوما، أوني
  - ألترا ستريت فايتر IV - أكوما، أوني
  - ستريت فايتر V - أكوما
- مارفل VS كابكوم 3 - أكوما
- ألتيميت مارفل VS كابكوم 3 - أكوما
- ستريت فايتر X تيكن - أكوما
- تيكن 7 - أكوما
- مغامرة جوجو الغريبة: أول ستار باتل - داير
- فاير إمبلم فيتس - سوميراغي، حكيم قوس قزح
- فاينل فانتسي 12 - هافارو
- فاينل فانتسي 14 - تيليجي أديليجي

## أدواره في الدبلجة اليابانية
- رالف المدمر - دانكان

## وصلات خارجية
- تاكيتورا على موقع IMDb (الإنجليزية)
- تاكيتورا على موقع ميوزك برينز (الإنجليزية)
- تاكيتورا على موقع قاعدة بيانات الفيلم (الإنجليزية)

- صفحة IMDb